# Rory Byrne
Rory Byrne (ur. 10 stycznia 1944 w Pretorii) – południowoafrykański inżynier i projektant Formuły 1.

## Życiorys
Uzyskał BSc z chemii i matematyki stosowanej na Wits University. Po zakończeniu studiów przez cztery lata pracował w fabryce polimerów w Germiston, po czym rozpoczął projektowanie samochodów Formuły Ford; w 1972 roku pojazd jego projektu zajął drugie miejsce w mistrzostwach Południowej Afryki.
W 1973 roku przeprowadził się do Wielkiej Brytanii na prośbę kolegi rywalizującego w Formule Ford. Po zmodyfikowaniu Royale RP16 otrzymał stanowisko głównego projektanta Royale, projektując zwycięskie samochody Formuły Super V (1974), Formuły Ford (1975–1976) i Formuły Ford 2000 (1977). W 1978 roku, dzięki powiązaniom Royale z Tolemanem, dołączył do Tolemana. W 1980 roku Byrne zaprojektował model TG280, którym Brian Henton i Derek Warwick zdobyli dwa pierwsze miejsca w klasyfikacji Europejskiej Formuły 2.
W 1981 roku Toleman dołączył do Mistrzostw Świata Formuły 1, a Byrne został jego głównym projektantem. Dzięki modelowi TG183B Toleman zdobył pierwsze punkty w Formule 1, natomiast Tolemanem TG184 Ayrton Senna zajął drugie miejsce w Grand Prix Monako 1984.
Po zakupieniu Tolemana przez Benetton Group i utworzeniu Benetton Formula Rory Byrne stał się odpowiedzialny za prace projektowe i badawczo-rozwojowe. W Grand Prix Meksyku 1986 Gerhard Berger odniósł pierwsze zwycięstwo dla zespołu. W 1989 roku Byrne opuścił Benettona na rzecz Reynarda. Po fiasku przygotowań do debiutu Reynarda w Formule 1 w 1992 roku Byrne powrócił do Benettona, w którym Michael Schumacher zdobył tytuły mistrzowskie w latach 1994–1995.
Po odejściu Schumachera do Ferrari Byrne zakończył pracę w Formule 1, jednak pod koniec 1996 roku dołączył do Ferrari, gdzie prowadził zespół projektowy. W latach 1999–2004 Ferrari zdobyło sześć tytułów mistrza świata konstruktorów i pięć kierowców, a zaprojektowane przez Byrne′a w tym okresie modele F2002 i F2004 wygrały po piętnaście wyścigów w sezonie. W 2006 roku zakończył pracę jako główny projektant Ferrari i objął stanowisko konsultanta (konsultował m.in. projekty F2012 i F14 T).